# Silvia Petrovici
Silvia Petrovici (n. 29 ianuarie 1949) este o deputată română în legislatura 1996-2000, aleasă în județul Ilfov pe listele partidului PNȚCD. Silvia Petrovici a demisionat pe data de 25 octombrie 1999 și a fost înlocuită de către deputatul Teodor Podaru. Silvia Petrovici a fost ambasador în Regatul Thailandei în perioada 2000-2001.

## Legături externe
- Silvia Petrovici Arhivat în 23 februarie 2024, la Wayback Machine. la cdep.ro